# James Pinckney Henderson
 (septembre 2017).
Si vous disposez d'ouvrages ou d'articles de référence ou si vous connaissez des sites web de qualité traitant du thème abordé ici, merci de compléter l'article en donnant les références utiles à sa vérifiabilité et en les liant à la section « Notes et références ».
Pour les articles homonymes, voir Pinckney et Henderson.
James Pinckney Henderson (31 mars 1808 - 4 juin 1858) était un avocat, diplomate, politicien et militaire américain, qui fut en 1845 le premier gouverneur de l'État du Texas.

## Biographie

### Les premières années
Il est né à Lincolnton (Caroline du Nord) le 31 mars 1808, de Lawson Henderson et sa femme Elizabeth Carruth Henderson. Diplômé de l'Académie Lincoln, Henderson s'inscrit comme étudiant en droit à l'Université de Caroline du Nord. Après avoir obtenu son diplôme, il a été admis au Barreau de l'État de Caroline du Nord en 1829.

### Le service militaire et l'installation au Texas
Peu de temps après être devenu  avocat, Henderson a servi dans la milice de Caroline du Nord, atteignant le grade de colonel. En 1835, il a déménagé à Canton, Mississippi où il a ouvert un cabinet d'avocats. Son attention est vite passée à la lutte contre le Mexique au Texas. Henderson a commencé à faire des discours pour amasser de l'argent et une armée pour aller au secours de la cause texane. 
Henderson et plusieurs bénévoles se sont rendus au Texas, avec l'espoir de participer à la lutte pour l'indépendance. Au moment où le groupe est arrivé en juin 1836, la plupart des grands événements ont déjà eu lieu. La Déclaration d'indépendance du Texas avait déjà été signée le 2 mars, et David G. Burnet a été élu président par intérim de la nouvelle république du Texas le 10 mars.  Le Fort Alamo était tombé le 6 mars, et Sam Houston avait été victorieux le 21 avril à la bataille de San Jacinto.  Le 14 mai 1836, Antonio López de Santa Anna a signé les traités de Velasco accepté de retirer ses troupes du Texas. Le président par intérim a commandé Burnet Henderson en tant que général de brigade dans l'armée du Texas, avec ordre de revenir à la Caroline du Nord de lever des troupes pour servir dans le Texas. Cette Henderson a fait à ses propres frais. 

### Au service de l’État dans la république du Texas
Sam Houston, devenu président de la république du Texas le 5 septembre 1836, nomme Henderson procureur général de la République. En décembre de cette même année, Henderson a été nommé par Houston pour remplacer le récemment décédé Stephen F. Austin en tant que secrétaire d'État à la République.
Au début de 1837, Houston nommé Henderson en tant qu'ambassadeur du Texas en France, au palais des Tuileries, et en Angleterre à la cour de Saint-James. Durant son mandat en tant que ministre, il a réussi à obtenir la reconnaissance de l'indépendance de la république du Texas, et a négocié des accords commerciaux avec les deux pays. Il négocie un emprunt de 5 millions de dollars en France.

### Gouverneur du Texas, après la guerre avec le Mexique, puis sénateur
En 1840, il retourne au Texas et met en place une pratique de droit privé à San Augustin. Il a été envoyé à Washington, DC en 1844, travailler en coordination avec Isaac Van Zandt en faveur de l'annexion du Texas par les États-Unis. Bien que le traité d'annexion ait été signé, il a été rejeté par le Sénat des États-Unis, et Henderson a été rappelé au Texas. Un traité d'annexion a finalement été adopté le 29 décembre 1845. Son élection au poste de gouverneur du Texas a lieu en 1845. Lorsque la guerre américano-mexicaine a éclaté en avril 1846, il part commander une troupe de Texas Rangers, comme major-général, sous Zachary Taylor. Il a servi plus tard au Sénat des États-Unis, du 9 novembre 1857 à sa mort le 4 juin 1858.

## Héritage familial et toponymique
James Pinckney Henderson a rencontré sa future épouse Frances Cox, traducteur littéraire multi-lingue quand il a représenté la république du Texas en France et en Angleterre. Le 30 octobre 1839, ils se sont mariés à Saint-Georges, Hanover Square . En 1840, le nouveau couple a établi sa résidence et son bureau d'avocats à San Augustine, Texas . Le couple a eu cinq enfants, dont les filles Martha, Fanny et Julia ont vécu à l'âge adulte. 
Henderson est mort à Washington en 1858, alors qu'il occupait le poste de sénateur pour l'État du Texas. Il est enterré au cimetière de l'État du Texas. Après sa mort, sa veuve et ses filles émigrent vers l'Europe. Martha est morte à dix-huit ans. Fanny a épousé un aristocrate  autrichien. Julia a épousé un propriétaire de plantations américaines de sucre. Frances Cox Henderson est mort en 1897 et est enterré au cimetière Rosedale dans le New Jersey, où elle vivait avec sa fille Julia et son fils-frère Edward White Adams.
James Pickney Henderson a donné son nom au Comté de Henderson, créé en 1846, à la ville de Henderson, fondée en 1843 dans le comté de Rusk, et à l'École élémentaire de Houston, au Texas, est appelé pour lui.